# Політичні репресії в Башкирській АРСР

Пам'ятник жертвам політичних репресій в Уфі

Політичні репресії в Башкирській АРСР (башк. Башҡортостанда сәйәси репрессиялар) — заходи державного впливу, що включають різні види покарань і правообмежень, що застосовувалися в Башкирській АРСР до громадян з політичних мотивів у рамках боротьби із «шкідниками», «націонал-ухильництвом» і репресій за «національними лініями».

## Політичні репресії 1920-х років
Досвід проведення політичних репресій у Башкирії накопичувався внаслідок діяльності Башкирської надзвичайної комісії, передавався досвідченими функціонерами з Москви. Перші арешти «націонал-ухильників» проходили на початку 20-х років через розбіжності Башревкому з обкомом ВКП(б), Башкирською НК, Башвійськкоматом, Башкирським РНГ, Башнаркомпродом з питань реалізації принципу автономії і федералізму в Башкирії. Башкирська надзвичайна комісія аналізувала біографії відповідальних працівників на валідівське і колчаківське минуле, звинувачувала їх у контрреволюційності.
1921 року було заарештовано ряд відповідальних працівників Башкирії, включно з політичним секретарем обкому РКП(б) А. А. Біїшевим. БНК, як орган з надзвичайними повноваженнями, мала право на арешти і позасудові репресії. Від 1922 року Башкирську надзвичайну комісію (БНК) було перетворено на БашДПУ.
Репресії селянства в БАРСР відбувалися через небажання селян продавати хліб за встановленими цінами. 107-а стаття Кримінального кодексу РРФСР, передбачала позбавлення повної свободи через суд до трьох років з повною або частковою конфіскацією майна.
1928 року за 4 місяці засуджено 2424 особи. Вироки за хлібними справами виносили народні суди. Засуджували до примусових робіт і до позбавлення волі строком до одного року.
1929 року покарання посилилися. З'явилися несудові органи — «трійки», до яких входили керівник районного відділу ОДПУ, голова райвиконкому та прокурор району. «Трійку» створено при ОГПУ БАССР. За 15 місяців (1930—1931 р.) в Башкирії було заарештовано 12 тис. осіб. Лише за січень-березень 1931 рік «трійкою» при ОГПУ було засуджено 2878 осіб, з них 143 — до розстрілу, 1587 — до ув'язнення в концтабір, 1028 осіб — до заслання.

## Репресії в сталінський період
У сталінський період органи НКВС фабрикували кримінальні справи про «башкирську буржуазно-націоналістичну опозицію і контрреволюційну організацію», «агентів-валідівців» (за ім'ям видного діяча башкирського національно-визвольного руху Закі Валіді, який перебував в еміграції) і проводили репресії проти деяких башкирських політичних і громадських діячів, а також інших «шкідників». В ході цих масових сталінських репресій розборами «злочинів» з 1934 року займалися особливі суди — «спецколегії».
Найпоширенішими звинуваченнями в 30-ті роки були агітація проти створення колгоспів і проти закриття мечетей, які кваліфікувалися як контрреволюційний злочин і потрапляли під дію 58-ї статті Кримінального кодексу РРФСР.
З екзотичних видів злочинів вигадувалися такі, як «мав на меті затримати поширення говірки, якою користується велика частина башкирського населення, і створити труднощі в радянізації башкирських мас» (звинувачення зав. відділом пропаганди, агітації та друку Башкирського обкому партії Р. В. Абубакірова).
1933 року в СРСР було сфабриковано справу «Про контрреволюційну шкідницьку диверсійну і шпигунську організацію в нафтовій промисловості», а в 1936—1937 роках в БАРСР було заарештовано начальника геофізичного цеху Геолого-пошукової контори (ГПК) тресту «Башнєфть» С. Харитонова, головного геолога тресту «Востокнєфть» Я. Давидовича, головного геолога ГПК В. Скворцова та інших нафтовиків. 25 грудня 1937 року тридцять двох нафтовиків засуджено до розстрілу з конфіскацією майна. У 1937—1938 роках засуджено і розстріляно по черзі керуючих трестом «Башнєфть»: Сергія Ганшина, А. Петерсона, В. Опаріна. Всіх їх звинувачували в пособництві шкідникам.
Комсомольців засуджували в справі «Селянського союзу молоді», сфабрикованій 1937 року. Заарештовано першого секретаря Башкирського обкому ВЛКСМ Б. С. Манаков, репресовано секретаря Уфімського міськкому ВЛКСМ М. М. Ползунова, редактора газети «Комсомолець Башкирії» Коростеліна, його заступника А. Л. Бабіна, секретаря обкому ВЛКСМ Ю. Г. Ахмерова та інших. Серед комсомольців у районах Башкирії було «викрито» 18 «контрреволюційних гнізд», оформлених в організації з різними назвами. Вигнано з керівництва 19 секретарів райкомів. З рядів ВЛКСМ виключено 1673 особи, з яких «ворожих елементів» — 273 особи, «класово-чужих» — 366.
1937 року в Башкирії було сфабриковано велику справу з викриття нібито розгалуженої націоналістичної повстанської організації, на чолі якої стояли керівні працівники республіки: голови БашЦВК А. М. Тагіров, голова Раднаркому БАРСР З. Г. Булашев, секретар обкому партії А. Р. Ісанчурін, голова Держплану республіки Ш. Даутов, воєнком республіки М. Л. Муртазін, секретар БашЦВК Х. Кальметьєв, нарком освіти І. Х. Абизбаєв, державні та громадські діячі М. Д. Халіков, Н. Т. Тагіров, Р. В. Абубакиров, І. І. Мутін, Г. Я. Давлетшин, письменники Даут Юлтий, Габдулла Амантай, Губай Давлетшин, Тухват Янабі, Імай Насирі, Муслім Марат, Хусаїн Кунакбай, Шагар Шараф, М. А. Бурангулов і багато інших.
1937 року до Башкирії для перевірки діяльності Башкирської парторганізації з викриття «ворогів народу» приїжджала член Комісії партійного контролю при ЦК ВКП(б) М. М. Сах'янова. Вона звинуватила керівництво обкому партії БАРСР в бездіяльності з викриття шкідництва. 17 вересня 1937 року в газеті «Правда» опубліковано статтю Л. Перевозкіна «Купка буржуазних націоналістів у Башкирії», в якій йшлося про те, що практично весь партійно-господарський апарат республіки складається із «буржуазних націоналістів», «валідівців». Того ж дня в газеті «Известия» вийшла стаття «Башкирські буржуазні націоналісти та їх захисники». В жовтні 1937 року в республіку приїжджав секретар ЦК ВКП(б) А. О. Жданов. На 3-му пленумі Башкирського обкому ВКП(б) він закликав до розгрому націоналістів і троцькістсько-бухарінського блоку, ліквідації шпигунів і диверсантів, звинувачував керівництво обкому республіки в тому, що воно не вело боротьбу з ворогами народу і «вигороджувало» їх. Було знято з посади, заарештовано і розстріляно першого секретаря Башкирського обласного комітету ВКП(б) Бикіна Якова Борисовича.
Репресованих розміщували в спеціально побудованих селищах. У Бєлорєцькому районі Башкирії було організовано селища Нура, Кузь-Єлга, Капкалка, Єрмолаєво, Верхня Тюльма; в Нурімановському районі — Красівая Поляна, Осиковий Лог, Гоголівські прудки; в Караїдельському районі — Березовий Лог, Верхній Резім; в Дуванському районі — Кульвараш; в Уфимському районі селища Моторний завод і ЦЕС (біля села Сіпайлово), від 1948 року — селище Новостройка (м. Салават), яке входило до системи виправно-трудових таборів ГУЛАГу.
Кожне спецселище являло собою невеликий концентраційний табір на чолі з комендантом. Працездатні жителі спецселищ працювали на лісозаготівлях, на будівництві житлових будинків і промислових об'єктів. Постачання спецселищ продуктами харчування було поганим. Медичне обслуговування було практично відсутнє. Важка праця, голод, зимові морози викликали масову смертність. Тільки протягом 1932-33 років померло 2156 особи.
Як і по всій країні, політичні репресії в Башкортостані і система виправно-трудових таборів існували аж до смерті Й. В. Сталіна.
Реабілітація засуджених проводилася після 19-ї конференції КПРС. Співробітники КДБ, Прокуратури та Верховного суду БАРСР виконали значну роботу з реабілітації потерпілих. До квітня 1991 року було реабілітовано 42 тисячі осіб, серед яких понад 23 тисячі незаконно засуджених несудовими органами.
11 лютого 1991 року вийшла постанова Ради Міністрів Республіки Башкортостан «Про заходи з поліпшення матеріально-побутових умов громадян, необґрунтовано притягнутих до кримінальної відповідальності в період масових репресій і згодом реабілітованих», а 7 липня 1993 р. — Указ Президії Верховної Ради РБ «Про пенсійне забезпечення жертв політичних репресій».

## Статистичні дані про масштаби репресивної політики
В Башкирській АРСР за її історію було репресовано понад 50 тисяч осіб, а саме:
- за національним складом: росіян — 30 %, башкирів — 28 %, татар — 24 %, інших національностей — 18 %
- за освітнім рівнем: неписьменних — 45 %, початкова — 40 %, середня — 12 %, вища — 2,5 %
- за зайнятістю: селяни — 70 %, робітники — 14 %, безробітні — 3 %, інтелігенція -8 %, духовенство — 3 %.

Серед репресованих у віці 70-74 років розстріляно 80 %, у віці 60-64 років (36,4 %), 55-59-річних — третину.
«Трійка» при ОДПУ БАРСР за три місяці 1931 року засудила до розстрілу 5, до ув'язнення в концтабір — 72, заслання — 76 представників духовенства. З репресованих священнослужителів 69 % були муллами, 13 % — православними священиками; 23,3 % із загального числа засуджено до вищої міри покарання — розстрілу; найбільша кількість арештів духовенства припадає на 1930 рік — 36 % і на 1937 рік — 31 %.

## Пам'ять
Кабінет міністрів РБ від 5 січня 1995 р. ухвалив постанову «Про заходи щодо увічнення пам'яті жертв політичних репресій».
Видано 5 томів Книги пам'яті жертв політичних репресій РБ. Склад біографічних довідок: прізвище, ім'я, по батькові, рік і місце народження, національність, партійність, освіта, місце роботи і посада, дата арешту, дата винесення вироку, статті обвинувачення, міра покарання, дата розстрілу, дата реабілітації. Ілюстрації: документи, портрети.
В Уфі в Ювілейному сквері Радянського району (колишнє Іванівське кладовище — місце поховань жертв репресій) встановлено пам'ятник жертвам політичних репресій. Автори: архітектор Л. Дубінський, скульптор, автор проєкту — заслужений художник Башкирії Ю. Солдатов.
З метою захисту прав, гідності, інтересів жертв політичних репресій і постраждалих від політичних репресій, збереження і увічнення пам'яті про жертви, відновлення історичної правди про злочини тоталітаризму в РБ засновано Асоціацію жертв політичних репресій.